# 탕가 전투
탕가 전투(Battle of Tanga) 혹은 벌들의 전투는 제1차 세계 대전 중 1914년 11월 3일부터 5일까지 대영 제국 인도 원정군 "B"가 독일령 동아프리카의 탕가 항구를 침공하려 했으나 실패한 전투이다. 아서 에이트켄 소장 지휘 하에 영국군은 롱기도를 동시에 점령하려던 인도 원정군 "C"와 함께 탕가를 공격했다. 이 전투는 동아프리카 전역의 첫 주요 전투였으며, 에이트켄의 부대는 파울 폰 레토포어베크가 지휘하는 소규모 독일 식민지 방위군 병력에게 패배하여 후퇴할 수밖에 없었다. 레토포어베크의 병사들은 전투 후 무기, 의료품, 천막, 담요, 식량, 그리고 여러 대의 맥심 기관총을 노획했는데, 이는 그의 부대가 남은 전쟁 기간 동안 연합국에 저항하는 데 중요한 역할을 했다.

## 배경

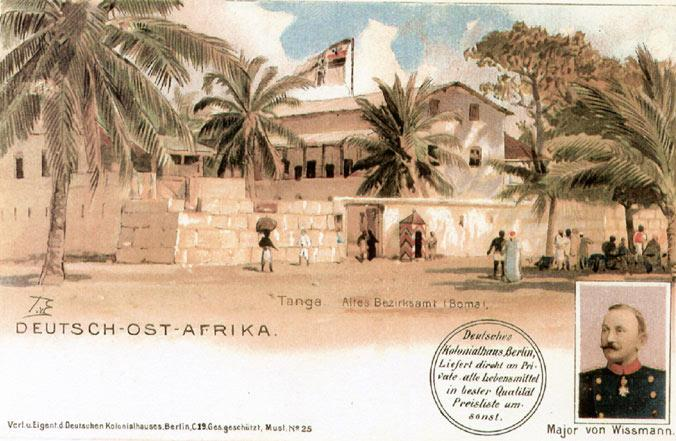
1914년 탕가

현대의 케냐인 동아프리카 보호령 국경에서 불과 80 킬로미터 (50 mi) 떨어진 곳에 위치한 탕가는 번화한 항구이자 탕가에서 킬리만자로 산기슭의 노이 모시까지 이어지는 중요한 우삼바라 철도의 해상 종착역이었다. 탕가는 당초 영국 왕립 해군 군함의 포격을 받을 예정이었으나 이 계획은 취소되었다. 수도인 다르에스살람과 탕가의 중립을 보장하는 협정이 체결되어 있었지만, 이 협정은 수정되었고 "독일군에게 협정이 파기되었음을 경고하는 것이 공평해 보였다."
대신, 독일령 동아프리카를 점령하려는 영국의 결의는 탕가에 대한 수륙 양용 공격으로 실행될 예정이었다. 그러나 계획과는 달리, 이 공격은 대실패로 이어졌다. 1914년 11월 2일, 영국 방호순양함 HMS Fox가 도착했다. 함장 프랜시스 웨이드 콜필드 대위는 탕가에 한 시간 안에 항복하고 독일 제국 국기를 내릴 것을 통보하고 상륙했다. 떠나기 전에 그는 항구에 기뢰가 부설되어 있는지 물었고, 실제로는 그렇지 않았지만 기뢰가 있다고 확답을 받았다. 세 시간 후에도 국기는 여전히 게양되어 있었고, 폭스는 14척의 수송선으로 구성된 "B" 부대 호송대를 이끌고 떠났다. 이는 독일 식민지 방위군과 탕가 시민들이 공격에 대비할 시간을 주었다. 독일군 사령관 파울 폰 레토포어베크 중령은 탕가로 급히 이동했다. 그는 노이 모시에서 철도로 병력을 데려와 방어 시설(처음에는 아스카리 한 중대에 불과했다)을 강화하여, 최종적으로 6개 중대 약 1,000명에 달했다. 그의 부사령관은 전 독일 동아프리카 회사 소속 대위 톰 폰 프린스였다.

## 전투

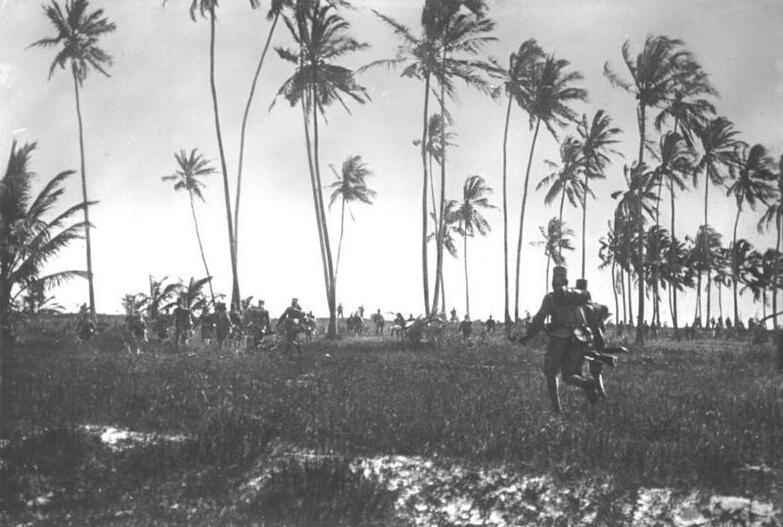
1914년 아스카리 소규모 교전, 탕가일 가능성 있음

콜필드 대위는 11월 2일부터 다음 날까지 항구의 기뢰를 제거하도록 명령했다. 기뢰 제거 작업 중에 "B" 부대 사령관 에이트켄은 항구와 도시에서 동쪽으로 3마일 떨어진 기뢰 없는 해변에서 두 그룹으로 병력과 보급품을 상륙시키기 시작했다. 11월 3일 저녁까지, 27산악포병대와 파리드콧 공병대를 제외한 침공군은 상륙을 완료했다. 11월 4일 정오에 에이트켄은 그의 병력에게 도시로 진격하라고 명령했다. 잘 위장된 방어군은 재빨리 그들의 진격을 저지했다. 전투는 남부 파견대의 코코넛과 팜유 농장 사이에서 벌어진 소규모 교전과 항구 부대의 격렬한 시가전으로 바뀌었다.
항구 부대의 카슈미르 소총병과 제2 로열 노스 랭커셔 연대는 상당한 진전을 이루었다. 그들은 도시로 진입하여 세관과 호텔 도이처 카이저를 점령하고 유니언 잭을 게양했다. 그러나 진격은 거기서 멈췄다. 리처드 워프셰어의 27여단(벵갈루루) 소속 덜 훈련되고 장비가 부족한 인도 대대들은 뿔뿔이 흩어져 전투에서 도망쳤다. 98보병대는 성난 벌 떼의 공격을 받고 와해되었다. 벌들은 독일군도 공격했는데, 이것이 전투의 별명이 되었다. 영국 선전은 벌의 개입을 교활한 독일군의 음모로 둔갑시켜 벌집을 자극하기 위한 숨겨진 함정선을 만들어냈다고 주장했다. 제13 라지푸트 연대는 63 팔람코타 경보병대의 후퇴를 목격하며 사기가 저하되어 전투에서 중요한 역할을 하지 못했다.

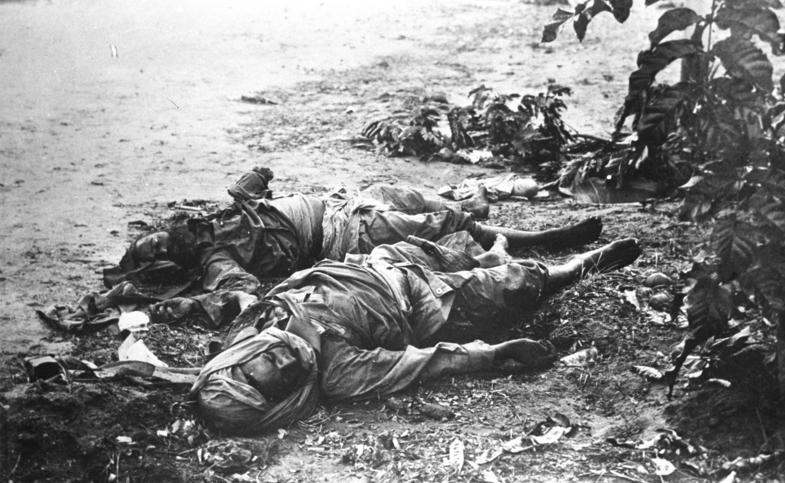
전투 후 탕가 해변에 쓰러진 인도 병사들

제7, 8 소총중대의 식민지 자원병들이 철도로 도착하여 압박받던 아스카리 전선을 강화했다. 평소에는 기마부대였던 제8 소총중대는 말들을 노이 모시에 남겨두었다. 11월 4일 늦은 오후, 레토포어베크는 그의 마지막 예비대인 제13 및 제4 아스카리 야전중대(제4중대는 막 기차로 탕가에 도착했다)에게 영국군 측면과 후방을 포위하도록 명령하며 "나팔 소리와 날카로운 부족 전쟁 함성"과 함께 전 전선에 걸쳐 총검 돌격을 감행했다. 제국 근무 여단의 적어도 세 개 대대는 전멸했을 것이지만, 그들이 서둘러 도망가지 않았다면 말이다. B부대의 후퇴는 "완전한 패주로 퇴화"하면서 모든 질서의 모습이 사라졌다.
여전히 8대 1로 수적 열세였음에도 불구하고, 일부 독일 장교들은 신중해졌다. 나팔수들의 일련의 실수와 한 장교의 이탈 및 통합 지시 오해로 인해 아스카리 부대는 탕가 서쪽 몇 마일 떨어진 진지로 철수했다. 레토포어베크는 이를 알게 되자마자 이동 명령을 취소하고 새벽녘까지 완료되지 않은 재배치 명령을 내렸다. "[11월 5일 일출 전] 거의 밤새도록 탕가는 에이트켄이 점령할 수 있었다. 이는 전투의 가장 엄청난 아이러니였다."

## 여파
격분하고 좌절한 에이트켄은 전면 철수를 명령했다. 밤늦게까지 이어진 수송선으로의 철수 및 대피 과정에서 공격 부대는 거의 모든 장비를 뒤에 남겨두었다. "레토포어베크는 세 개의 아스카리 중대를 현대식 소총으로 재무장할 수 있었고, 이를 위해 이제 60만 발의 탄약을 확보했다. 그는 또한 16문의 기관총, 귀중한 야전 전화" 그리고 식민지 방위군이 1년 동안 입을 수 있는 충분한 의류를 얻었다. 11월 5일 아침, B부대의 정보 장교인 리처드 마이너츠하겐 대위는 백기를 들고 탕가에 들어와 의료품을 가져오고, 병원을 포격한 것에 대해 에이트켄 장군이 사과하는 편지를 전달했다. 탕가 거리는 시신과 부상자로 가득했다. 독일인 의사들과 그들의 아프리카인 보조원들은 지칠 줄 모르고 "환자의 군복에 상관없이 훌륭하게" 일했다.
탕가의 성공적인 방어는 레토포어베크가 동아프리카에서 벌인 오랜 작전 중 첫 번째이자 많은 업적 중 하나였다. 그러나 영국군에게 이 전투는 재앙이나 다름없었으며, 영국 공식 전쟁사에는 "영국 군사 역사상 가장 주목할 만한 실패 중 하나"로 기록되었다. 사상자로는 영국 측에서 360명 사망, 487명 부상을 입었고, 식민지 방위군은 독일인 16명과 아스카리 55명 전사, 총 76명 부상자를 냈다.
파울 폰 레토포어베크는 처음에는 영국군 사망자 수를 800명으로 추정했지만, 나중에는 2,000명이 넘을 가능성이 더 높다고 말했다. 독일군은 부상당하거나 포로로 잡힌 영국 장교들이 전쟁 중 다시 싸우지 않겠다고 가석방으로 약속하자 그들을 석방했다.

## 같이 보기
- 동아프리카 전역 (제1차 세계 대전)
- 킬리만자로 전투

## 내용주
1. ↑  Farwell 1989, p. 166.
2. ↑  Aitken's orders: "The object of the expedition under your command is to bring the whole of German East Africa under British authority." See Farwell 1989, p. 163.
3. ↑  Farwell 1989, p. 167.
4. ↑  Miller 1974, p. 58.
5. ↑  Miller 1974, p. 59.
6. ↑  Farwell 1989, p. 168.
7. ↑  Farwell 1989, p. 170.
8. ↑  Farwell 1989, p. 171.
9. ↑  Hoyt 1981, p. 50.
10. ↑  Miller 1974, p. 68.
11. ↑  Miller 1974, p. 69.
12. ↑  Hoyt 1981, p. 52.
13. 1 2  Farwell 1989, p. 178.
14. 1 2  Miller 1974, p. 70.
15. ↑  von Lettow-Vorbeck, Paul (1920). 《Meine Erinnerungen aus Ostafrika》. Hase & Köhler., p. 39/40

## 더 읽어보기
- 앤더슨, 로스. 2001. "The Battle of Tanga, 2–5 November 1914". War in History. 8, no. 3: 294–322.
- 앤더슨, 로스. The Battle of Tanga 1914. 스트라우드, 글로스터셔: Tempus, 2002. ISBN 978-0-7524-2349-4 OCLC 52490038
- 하비, 케네스 J. The Battle of Tanga, German East Africa 1914. [워싱턴 D.C.]: Storming Media, 2003. OCLC 634605075
- 페이지, 멜빈 E. (멜빈 유진). 2003. "The Battle of Tanga 1914 (Review)". Journal of Military History. 67, no. 4: 1307–1308.